# Faro (DOC)
Pour les articles homonymes, voir Faro (homonymie).
Le Faro est un vin de Sicile qui bénéfice de l'appellation DOC. Il est produit à partir de raisins cultivés sur les collines qui surplombent le détroit de Messine. 

## Histoire
La pratique de la viticulture dans la région de Messine est attestée depuis la plus haute antiquité (époque mycénienne, au XIVe siècle av. J.-C.), comme l’indiquent des découvertes archéologiques sur les Îles Éoliennes (Lipari). Malgré une interruption lors de la domination arabe, la production n'a cessé de croître en volume jusqu'au début du XXe siècle. Celle-ci s'effondre de près de 75 % à l'arrivée du phylloxera et ce jusqu'en 1985.

## Vinification
Désastreuse du point de vue économique et social, cette période contribue à une évolution en profondeur du point de vue qualitatif. Dans cette évolution le Faro joue une place centrale. Produit dans une région auparavant tournée vers la production de gros volumes (généralement exportés dans le bordelais et en Bourgogne), ce vin rouge a acquis aujourd'hui une qualité supérieure et s’est taillé une belle réputation qui s’étend jusqu’aux États-Unis.

## Encépagement
Le Faro est issu de l'assemblage de cépages « Nerello mascalese » (45-60 %) , « Nocera » (5-10 %), « Nerello Cappuccio » (15-30 %) et éventuellement de « Calabrese » et/ou « Gaglioppo » et/ou « Sangiovese » (15 % au plus).